# Grandes Unités françaises
Ne doit pas être confondu avec Grande unité.
Grandes Unités françaises (titre complet : Guerre 1939-1945 : Les Grandes Unités françaises) est un monumental en six volumes (le cinquième volume est en fait composé de quatre ouvrages distincts) de référence sur l'ordre de bataille et l'histoire des unités militaires de la Seconde Guerre mondiale compilé sur le service historique du chef-d'état-major de l'armée française. Les volumes ont été publiés à Paris par l'Imprimerie nationale.
Les volumes progressent chronologiquement tout au long de la guerre, sont divisés en sections consacrées à chaque corps ou division de l'armée française, et détaillent, jour après jour, la subordination des unités, de leurs sous-unités, la localisation des postes de commandement et les actions des unités.
Les volumes sont rédigés en français, mais l'organisation tabulaire d'une grande partie des informations permet aux volumes d'être utilisés par tout chercheur familier avec la terminologie de l'armée française de la Seconde Guerre mondiale. La série entière compte des milliers de pages ; la partie 2 du volume 5 à elle seule 1 422 pages.